# Rodrigo Melo
Rodrigo Araújo de Melo (Goiânia, 30 de julho de 1987) é um ciclista brasileiro, que atualmente (2014) compete pela CJ Bike - Castle Eventos - Goiânia.
Considerado um velocista, foi o vencedor do Torneio de Verão de Ciclismo de 2014, tendo também sido vice-campeão da prova em 2010. É também bicampeão dos 100 km de Brasília.

## Carreira

### Primeiros anos
Rodrigo começou a competir em provas de ciclismo aos 7 anos de idade, por influência de seu pai, que foi ciclista e defendeu por 23 anos a equipe Magalhães, de Goiânia, cidade natal de Rodrigo. Tendo pedalado nas modalidades de BMX e Mountain Bike, preferiu o ciclismo de estrada, começando a praticar o esporte profissionalmente em 2007, após concluir o ensino médio. Neste ano, defendeu a equipe Padaria Real - Sorocaba, mas teve dificuldades de adaptação e não conseguiu obter resultados expressivos.
No ano seguinte, transferiu-se para a São Francisco - Kenda - Nossa Caixa - DKS - Ribeirão Preto, onde começou a mostrar seu potencial. Foi o 9º colocado na classificação geral do Torneio de Verão de Ciclismo, 11º lugar na Prova Ciclística 9 de Julho e 3º colocado na Prova São Salvador, uma das principais do país. Com estes resultados, terminou o ano em 59º no Ranking Brasileiro de Ciclismo de Estrada, estando entre os 10 primeiros ciclistas sub-23 do ranking.

### 2009-2010: Altolim - Assis - Amea
A partir de 2009, passou a defender a Altolim - Assis - Amea, continuando a consolidar seus resultados a nível nacional. Após terminar em 8º no Circuito Boa Vista e 8º no GP de Aniversário da FPC, conquistou uma expressiva 4ª colocação na Copa Cidade Canção de Ciclismo. Em julho, foi 8º colocado na Prova Ciclística 9 de Julho e 4º colocado no GP Cidade Morena. Finalizaria o ano conquistando a 5ª colocação na Copa Promosom de Ciclismo e a 6ª colocação na Copa da República de Ciclismo. Estes resultados lhe garantiram a 16ª posição no Ranking Brasileiro, sendo 1º lugar na categoria sub-23.
Permaneceu na equipe de Assis no ano de 2010, no qual conquistou seus resultados mais expressivos no Torneio de Verão de Ciclismo: após não ter pontuado na 1ª etapa por um problema mecânico, terminou em 4º, 2º e 2º nos três dias seguintes antes de finalmente conquistar a 1ª colocação na última etapa. A vitória da etapa, que Rodrigo definiu como a mais bonita de sua carreira até então,  garantiu o vice-campeonato da classificação geral da prova, com 39 pontos contra 41 do vencedor geral Kléber Ramos. O restante do ano não foi tão vitorioso mas o goiano ainda conquistou a 5ª colocação no GP Cidade de Montes Claros e, novamente, a 6ª colocação na Copa da República de Ciclismo, resultados que deixariam Rodrigo novamente na 16ª posição no Ranking Brasileiro, desta vez já sendo classificado como ciclista elite, e não mais sub-23.

### 2011-2013: Clube DataRo de Ciclismo
Os bons resultados garantiram à Rodrigo Melo, para o ano de 2011, uma vaga no Clube DataRo de Ciclismo, uma das duas equipes brasileiras registradas na União Ciclística Internacional à época. Já em janeiro, o ciclista participou do Tour de San Luis, mas acabou abandonando a prova logo na 2ª etapa, terminando fora do tempo limite. No Torneio de Verão, não repetiu as atuações do ano anterior e teve de se contentar com a 6ª colocação geral, terminando duas etapas entre os 5 primeiros. Mesmo assim, durante o ano, alcançou resultados consistentes, incluindo a vitória nos 100 km de Brasília, o 2º lugar na Copa Cidade Canção de Ciclismo, o 2º lugar no Circuito Boa Vista e o 7º lugar na Prova Ciclística 9 de Julho. Além disso, defendendo a DataRo teve a possibilidade de participar nas principais voltas por etapas do Brasil, integrantes do calendário do UCI America Tour, terminando entre os 6 primeiros em uma etapa do Tour do Rio e duas da Volta Ciclística de São Paulo e ainda conquistando a 2ª posição em uma etapa do Giro do Interior de São Paulo. Com estes resultados, Rodrigo terminou o ano em 13ª no Ranking Brasileiro de Ciclismo de Estrada.
Em 2012, conquistou a 5ª colocação na Copa América de Ciclismo e no GP Cidade de Montes Claros e também a 3ª colocação na Prova Ciclística 9 de Julho. Esteve perto de outra vitória de etapa no Torneio de Verão de Ciclismo, terminando em 2º lugar na etapa 2; concluiu a prova na 7ª colocação geral. Participou da Volta Ciclística de Goiás, em sua terra natal, alcançando a 3ª colocação em uma etapa e ganhando a classificação de meta volante. No final de 2012, participou da Volta Ciclística de São Paulo. Na primeira etapa, em uma chegada em sprint, se envolveu em uma queda e trombou com as placas de publicidade, mas não sofreu ferimentos graves e conseguiu prosseguir na prova. Sua melhor colocação seria no último dia, conquistando a 4ª posição na etapa final. Rodrigo terminou o ano em 28º lugar Ranking Brasileiro.
Em 2013, Rodrigo participou novamente da Volta Ciclístíca de Goiás, desta vez sendo o vencedor da etapa mais difícil do evento, vencida de maneira incomum para o goiano - ao invés de esperar pelo sprint, sua especialidade, ele acabou aproveitando uma oportunidade na última subida, atacou e cruzou a linha de chegada isolado. Após a vitória, Rodrigo afirmou que, em sua preparação para a prova, focou em treinos para enfrentar as subidas do percurso. De fato, ele ainda venceu a classificação de montanha na prova. No entanto, a real comprovação de sua boa forma física nas subidas viria alguns dias depois, no Campeonato Brasileiro de Ciclismo de Estrada. O percurso era considerado muito duro, favorecendo escaladores. Rodrigo fez parte da fuga final de 5 ciclistas que liderava a prova na última volta e terminou a prova na 4ª colocação, seu maior destaque no ano. O ciclista também viria a repetir a 3ª colocação na Prova Ciclística 9 de Julho, finalizando o ano na 13ª colocação no Ranking Brasileiro.

### 2014: CJ Bike - Castle Eventos - Goiânia
A partir de 2014, Rodrigo passou a defender a CJ Bike - Castle Eventos - Goiânia, pela primeira vez correndo por uma equipe de seu estado natal, Goiás. O ciclista já apoiava o projeto, existente há mais de 20 anos, desde 2013.  Em sua primeira prova no ano, competiu sozinho no Amapá, vencendo a Corrida Antonio Assmar e se tornando o primeiro líder do ranking nacional em 2014.  Em seguida, participou do Torneio de Verão; assim como em 2010, quando conquistou o vice-campeonato, até então seu melhor resultado na prova, Rodrigo teve problemas mecânicos e não conseguiu pontuar na primeira etapa. Entretanto, com uma 2ª colocação na segunda etapa e vencendo a última etapa - novamente como em 2010 - Rodrigo conseguiu disputar a classificação geral, e, dessa vez, saiu no topo, conquistando a classificação geral da prova pela primeira vez em um dos finais mais acirrados da história da prova - 3 ciclistas terminaram empatados com 26 pontos, e Rodrigo sagrou-se campeão no desempate, por ter vencido a última etapa. Ele afirmou ser o maior título de sua carreira. Em novembro, conquistaria pela segunda vez em sua carreira os 100 km de Brasília.

## Principais resultados
2008
9º - Classificação Geral do Torneio de Verão de Ciclismo
3º - Prova São Salvador
2009
4º - Copa Cidade Canção de Ciclismo
8º - Prova Ciclística 9 de Julho
4º - GP Cidade Morena
6º - Copa da República de Ciclismo
1º - Ranking Brasileiro de Ciclismo de Estrada sub-23
2010
2º - Classificação Geral do Torneio de Verão de Ciclismo
4º - Etapas 2 e 3
2º - Etapa 4
1º - Etapa 5
5º - GP Cidade de Montes Claros
6º - Copa da República de Ciclismo
2011
6º - Classificação Geral do Torneio de Verão de Ciclismo
2º - Circuito Boa Vista
2º - Etapa 5 do Giro do Interior de São Paulo
2º - Copa Cidade Canção de Ciclismo
7º - Prova Ciclística 9 de Julho
1º - 100 km de Brasília
2012
5º - Copa América de Ciclismo
7º - Classificação Geral do Torneio de Verão de Ciclismo
2º - Etapa 2
9º - Classificação Geral da Volta Ciclistíca de Goiás
1º  Classificação de Meta Volante
3º - Etapa 4
3º - GP São Paulo Internacional de Ciclismo
5º - GP Cidade de Montes Claros
2013
6º - Copa América de Ciclismo
7º - Classificação Geral do Torneio de Verão de Ciclismo
3º - Etapa 1
2º - Circuito Boa Vista
1º  Classificação de Montanha da Volta Ciclistíca de Goiás
1º - Etapa 3
2º - Etapa 4
4º - Campeonato Brasileiro de Estrada
3º - GP São Paulo Internacional de Ciclismo
2014
1º - Corrida Antonio Assmar - TV Amapá
1º  Classificação Geral do Torneio de Verão de Ciclismo
2º - Etapa 2
1º - Etapa 4
1º - 100 km de Brasília
2015
Classificação Geral do Volta do Paraná